# Lời nói thô tục

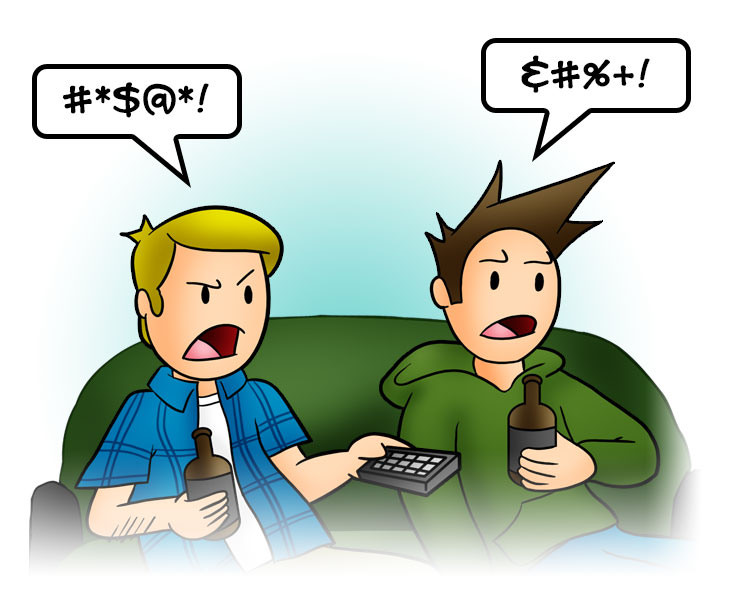
Trong phim hoạt hình và truyện tranh, lời nói thô tục thường được mô tả bằng các biểu tượng thay thế cho các từ ("grawlixes" từ vựng của người vẽ tranh biếm họa Mort Walker)

Lời nói thô tục, nói tục hay chửi thề là những ngôn từ xúc phạm, cũng có thể được gọi là lời nguyền rủa, từ bẩn, ngôn ngữ xấu, ngôn ngữ thô bạo, ngôn từ xúc phạm, lời lẽ thô lỗ, ngôn ngữ báng bổ, ngôn ngữ tục tĩu, ngôn từ dâm dục, nói tục, và ngôn từ bậy bạ. Việc sử dụng ngôn ngữ như vậy được gọi là nói tục, chửi bậy.
Lời nói thô tục thường được coi là bất lịch sự, thô lỗ, mang tính xúc phạm. Nó thể hiện việc hạ thấp giá trị một ai đó hay một cái gì đó, hay cũng có thể thể hiện cảm xúc.

## Tiếng Việt
Trong tiếng Việt, các từ chửi thề thường có xu hướng bắt nguồn từ các trào lưu như  đéo, con cặc... hoặc đến từ những từ dân gian có từ lâu như địt mẹ, vãi lồn, cục cứt, đầu buồi, con mẹ... hoặc cũng bắt nguồn từ những từ chỉ quan hệ tình dục trong tiếng Anh.

## Tiếng Anh
Theo nghĩa đen của nó, "profane" ám chỉ sự thiếu tôn trọng đối với những thứ được coi là thiêng liêng, ngụ ý bất cứ điều gì truyền cảm hứng xứng đáng với sự tôn kính, cũng như hành vi thể hiện sự thiếu tôn trọng hoặc gây ra hành vi phạm tội tôn giáo.

### Từ nguyên
Thuật ngữ "profane" bắt nguồn từ tiếng Latin cổ điển - "profanus", nghĩa đen là before (outside) - "trước (bên ngoài) ngôi đền". Nó mang ý nghĩa của một trong hai "desecrating what is holy" - "làm ô uế những gì là thánh thiện" hoặc "with a secular purpose" - "với một mục đích thế tục" sớm nhất là những năm 1450. Lời nói thô tục đại diện cho sự thờ ơ thế tục đối với tôn giáo hay nhân vật tôn giáo trong khi báng bổ là một cuộc tấn công nhiều hơn vào tôn giáo và các nhân vật tôn giáo được coi là tội lỗi và một sự vi phạm trực tiếp của Mười Điều Răn. Hơn nữa nhiều câu Kinh Thánh chứng tỏ chống lại chửi thề.
Profanity, theo nghĩa ban đầu của blasphemous profanity - thô tục báng bổ, là một phần của truyền thống cổ xưa của các giáo phái truyện tranh cười và chế nhạo tại các thần linh hoặc các vị thần. Một ví dụ từ Gargantua và Pantagruel  "Christ, look ye, its Mere de... merde... shit, Mother of God."
Trong tiếng Anh, lời thề và lời nguyền có xu hướng là từ tiếng Đức chứ không phải là từ nguyên Latin. "Shit" có gốc tiếng Đức, như, có khả năng, là "fuck". Các lựa chọn thay thế hơn thường xuất phát từ tiếng Latinh như "defecate" - đại tiện hoặc "excrete" - bài tiết và "fornicate" - gian dâm hay "copulate" - quan hệ tình dục.